# Аббон (епископ Труа)

Церковь Франкского государства при Меровингах

Аббон (фр. Abbon; умер не ранее 674) — епископ Труа (662 — не ранее 674).

## Биография
О происхождении и ранних годах жизни Аббона в исторических источниках не сообщается. Известно, что в 662 году он возглавил Труаскую епархию, став на её кафедре преемником Бертоальда.
До наших дней дошла датированная 25 июня 667 годом хартия, в которой епископ Дрозин предоставлял привилегии монастырю Святой Марии в Суасоне. Одной из подтвердивших это дарение персон был Аббон Труаский.
Согласно одному из средневековых житий, Аббон возглавлял церемонию похорон первого аббата Монтье-ла-Келла святого Фродоберта, скончавшегося 31 декабря 673 года. По свидетельству этого источника, епископ Труа соборовал уже тяжело больного настоятеля, а затем вместе с другими прелатами участвовал в погребении тела умершего в церкви селения Сент-Андре-ле-Верже.
Дата смерти епископа Аббона точно не известна. Историки XIX века относили это событие к 674 году. Однако возможное упоминание этого епископа в документах 683 года (хартия епископа Ле-Мана Эглиберта) и 693 или 694 года (диплом короля Франкского государства Хлодвига III) позволяет датировать кончину Аббона более поздним временем. В списках глав Труаской епархии епископ Аббон упоминается с эпитетом «Счастливый» (лат. Abbon Felix).
В ряде источников преемником Аббона на кафедре указан бывший герцог Шампани Ваймер, возведённый в епископский сан по приказу франкского майордома Эброина в награду за участие в убийстве святого Леодегария. Однако насколько достоверны эти свидетельства, неизвестно. Так как смерть Аббона может быть датирована периодом после убийства Эброина в 680 или 681 году, его преемник мог получить епископскую кафедру в Труа и не по протекции майордома. Также в наиболее старых списках глав Труаской епархии имя Ваймера отсутствует: в них преемником Аббона назван епископ Вульфред. На этих основаниях делается вывод, что мнение о получение Ваймером епископского сана может быть ошибочно.

## Комментарии
1. ↑  Долгое время упоминаемого в этом документе епископа Аббона ошибочно отождествляли с епископом Меца Аббоном II[3].